# Marie Kofoed
Marie Kofoed (19. januar 1760 i Rønne – 20. april 1838 på Christianshavn) var en dansk godsejer og filantrop, som stiftede talrige legater.
Hun blev d. 11. december 1776 for første gang gift med købmand Jochum Herman Ancher. I 1778 fik hun et barn som fik navnet Hans Morten. Hans Morten døde i februar 1786 og Ancher døde d. 7. maj 1786. Samme år blev hun gift med skibskaptajn og grosserer Hans Peter Kofoed. Han døde på 3. december 1812 hvorefter Marie for anden gang blev enke. Hun styrede med sikker hånd sin arvede formue frelst gennem statsbankerotten i 1813. I 1818 blev hun højst usædvanligt af Frederik VI udnævnt til etatsrådinde for sin udstrakte godgørenhed. Hun er den eneste, der nogensinde fik titlen uden at være gift med en etatsråd. Hendes formue stammede fra mandens udstrakte handel på Ostindien og Vestindien.
Det drejede sig om adskillige hundrede tusinde rigsdaler, og den række af legater, som Marie Kofoed indstiftede med tanke på først og fremmest hendes landsmænd, er meget lang.
Marie Kofoed støttede personligt unge bornholmere som J.N. Madvig. Hun oprettede legater til fordel for trængende sømandsenker og børn både på Bornholm og i København, for skoler, arbejdshuse, fiskerihavne, til stenkulsfremstilling, Skipperstiftelsen, skovplantning, havebrug og landbrug, trængende enker, ugifte kvinder, hospitalsvirksomhed, uformuende pigebørn osv.
Hun øgede formuen ved sin dygtighed som godsejer på Holbæk Slots Ladegård og Åstrup, vest for Roskilde. Hun testamenterede betydelige beløb til yderligere legater og til slægt og venner.
Hun fik med det store ansvar gentagne depressioner og kaldtes på Bornholm "Gale Marie".
Hendes legat uddeltes sidste gang i 2001.
Hun døde på sin store gård på Christianshavn, nu Heerings Gård.
Der er rejst en mindestøtte med relief for hende i Almindingen, og der findes mindeplader dels på Arbejdshuset i Møllegade, Rønne, dels i Sofiegade på Christianshavn. Portrætmaleri fra 1822 af J.A. Bech i Bornholms Kunstmuseum.